# Bohuslav Lang
Bohuslav Lang (18. prosince 1894 Alšovice – 1. května 1944 Mülsen) byl český komunistický odbojář v období druhé světové války popravený nacisty.

## Život

### Před druhou světovou válkou
Bohuslav Lang se narodil 18. prosince 1894 v Alšovicích na Jablonecku v rodině sklářského dělníka a rolníka Viléma Langa a Anny, rozené Paldusové. Pracoval jako pokrývač a jeho specializací byla práce v břidlicovou krytinou na střechách věží. Oženil se s Marií Kopeckou, se kterou si v roce 1924 v Litovicích postavil dům. Byl členem Komunistické strany Československa, velitelem litovického sboru dobrovolných hasičů a společně s manželkou působil jako ochotník v litovickém souboru Hlahol.

### Druhá světová válka
Po německé okupaci v březnu 1939 se Bohuslav Lang i jeho žena Marie zapojili do komunistického protinacistického odboje. Mj. se podíleli na distribuci ilegálních tiskovin a ve svém domě dva roky ukrývali člena ilegálního ústředního vedení Komunistické strany Československa Jana Žižku. Za svou činnost byl 23. února 1943 zatčen gestapem, jeho žena pak o den později. Dne 1. května 1944 byl popraven v Mülsenu. Marie Langová zemřela 5. března 1945 v koncentračním táboře Ravensbrück na tyfus.

## Posmrtná ocenění
- Po manželech Langových byl v Hostivici pojmenován park.[2]